# Нідервальменах
Нідервальменах (нім. Niederwallmenach) — громада в Німеччині, розташована в землі Рейнланд-Пфальц. Входить до складу району Рейн-Лан. Складова частина об'єднання громад Наштеттен.
Площа — 6,88 км2. Населення становить 424 ос. (станом на 31 грудня 2020).